# Johanne Lohmann

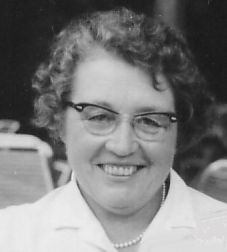
Johanne Lohmann, 1961

Johanne Lohmann (auch Anna Lohmann), geb. Strube (* 28. Mai 1902 in Bremen; † 26. Januar 2000 in Bremen) war eine deutsche Politikerin (FDP und AfB) und Mitglied der Bremischen Bürgerschaft.

## Biografie
Johanne Lohmann (auch „Hanni“ Lohmann genannt) war die Tochter von Georg Strube und Urenkelin von Philipp von Jolly. Sie besuchte das Oberlyzeum in Bremen und arbeitete als Buchhändlerin in Bremen und Berlin. Sie heiratete den Diplomaten Johann Georg Lohmann (1897–1975), einen Ururenkel von Johann Smidt, Enkel von Johann Smidt und Enkel von Johann Georg Lohmann. Von 1927 bis 1935 lebte sie mit ihrem Mann in Washington, D.C. (USA), von 1935 bis 1937 in Memel, von 1938 bis 1943 in Berlin, dann mit ihren Kindern bis 1945 in der Nähe von Bad Salzuflen, von wo aus sie im Sommer 1945 wieder in ihre Heimatstadt Bremen zurückkehrte. Dort war sie aktiv im Bremer Frauenausschuss tätig.

### Politik
Lohmann trat 1950 der FDP bei. Sie wurde für die Zeit von 1959 bis 1967 in die Bremische Bürgerschaft gewählt, wo sie in den letzten vier Jahren stellvertretende FDP-Fraktionsvorsitzende war. Auch in das Präsidium der Bremischen Bürgerschaft rückte sie auf. Sie blieb auch danach Mitglied der Deputation für die allgemeinbildenden Schulen. Von 1968 bis 1974 war sie Vorsitzende des Frauen-Erwerbs- und Ausbildungsvereins. Zeitweise leitete sie den Freundeskreis Haus der Familie (Mütterschule). In den 1980er Jahren verließ sie die FDP. Sie wurde Mitte der 1990er Jahre Mitglied der Wählergemeinschaft Arbeit für Bremen und Bremerhaven (AfB).

### Demokratisierung und Frauenrechte
Nach dem Zweiten Weltkrieg wurde Lohmann politisch aktiv. Sie hatte in ihren USA-Jahren die Wirksamkeit politisch-gesellschaftlicher Frauenverbände kennengelernt und wandte ihre Kenntnisse in Bremen an. Ihre Überzeugung: eine diktatorische Herrschaft darf es in Deutschland nie wieder geben; durch vergrößerte Aktivität deutscher Frauen auf dem Gebiet der Politik können Männer daran gehindert werden, wieder militärische Abenteuer zu suchen.
In Reden und Podiumsdiskussionen vertrat sie die These, dass Frauen in Deutschland eine stärkere Rolle in politischen Führungsgremien anstreben sollten; dass aber ihre Wirksamkeit dabei umso größer ist, je mehr sie mit Männern zusammenarbeiten, anstatt sie zu behindern oder sogar zu bekämpfen.
Der Bremer Frauenausschuss, 1946 gegründet, wurde eins der Tätigkeitsfelder von Johanne Lohmann. Sie wurde bald in den Vorstand gewählt und beschrieb ihr Verhältnis zu den Initiatoren der ersten Stunde (Anna Stiegler, Käthe Popall, Irmgard Enderle, Anna Klara Fischer, Agnes Heineken) so:
„Ich war damals wohl die Jüngste im Vorstand und habe von diesen Älteren viel gelernt, weil das doch die Generation der sehr energischen Frauenrechtlerinnen aus den Zwischenkriegsjahren war. Die hatten alle dieses etwas kämpferische Auftreten der ersten Frauengeneration. Ich selber neigte mehr dazu zu meinen, wenn ich mich für all diese Dinge einsetzte, sollten wir das doch gemeinsam mit den Männern machen, nicht so mit dem kämpferischen Akzent.“

### Amerikareise 1951
Lohmann gehörte zu den deutschen Frauen, die vom Women’s Bureau of the U.S. Department of Labor in Zusammenarbeit mit dem Außenministerium der Vereinigten Staaten (State Department) und 10 US-Frauenorganisationen in die USA zum Thema „Preparing German Women for Creative Citizenship“ eingeladen wurden. Sie reiste vom September bis Ende Dezember 1951 durch die USA. Orte, die von ihr auf dieser Reise besucht wurden und an denen sie Reden hielt oder an Diskussionen teilnahm, waren New York, Washington DC, Wilmington (Delaware), Athens, Dayton und Columbus (Ohio), Lambertville (New Jersey), Lafayette (Indiana), Sacramento und San Francisco (California), Chicago (Illinois), Denver und Colorado Springs (Colorado), Walkerton (Indiana), Newark (Delaware). In ihren Reden sprach sie über das erwachende politische Bewusstsein der Frauen in Deutschland und bat ihre amerikanischen Zuhörer um Geduld und Mithilfe bei dem Demokratisierungsprozess in Deutschland.

### FDP-Zerwürfnis – neue politische Heimat
Als die FDP in den frühen 1980er Jahren ihre Haltung zum Wehrdienst für Frauen änderte, erklärte Lohmann ihren Austritt aus der Partei. Die FDP, die sich vorher gegen die Wehrpflicht für Frauen eingesetzt hatte, war nun dafür und ließ sich durch Lohmanns Eingaben nicht davon abbringen. Als 93-Jährige fand sie eine neue politische Heimat bei der Wählergemeinschaft Arbeit für Bremen und Bremerhaven (AfB), deren ältestes Mitglied sie war.